# Jacqueline MacInnes Wood
Pour les articles homonymes, voir Wood.
Jacqueline Maclnnes Wood, née le 17 avril 1987 à Windsor, (Ontario, Canada) est une actrice canado-américaine, également chanteuse et DJ.
Elle se fait connaître par le rôle de Steffy Forrester, qu'elle incarne de manière régulière, depuis 2008, dans le célèbre feuilleton Amour, Gloire et Beauté. Un rôle qui lui permet de remporter le Daytime Emmy Award de la meilleure actrice dans une série télévisée dramatique en 2019.  
Elle profite de la pérennité du soap opera pour jouer, en 2011, dans le film d'horreur Destination finale 5. Elle s'essaie aussi, mais brièvement, à la musique, en sortant son premier single intitulé After Hours en janvier 2012.

## Biographie

### Jeunesse et formation
Jacqueline Maclnnes Wood est née le 17 avril 1987 à Windsor, (Ontario, Canada). Elle est d'ascendance française, écossaise et brésilienne. Elle a déménagé à Toronto à l'âge de dix-huit ans afin de poursuivre sa carrière d'actrice. Sa sœur est Dani Probert, qui fut la femme de Bob Probert. 
Elle a suivi des cours de comédie à la Ryerson University, au Centre for the Arts, et au Armstrong Acting Studio.
Plus jeune, Jacqueline a traversé la France en passant par Menton, Cannes, Monte-Carlo et Saint-Tropez. 

### Carrière
Jacqueline commence sa carrière en 2006 en faisant des publicités pour des soins de beauté L'Oréal comme pour First Choice Haircutters.  

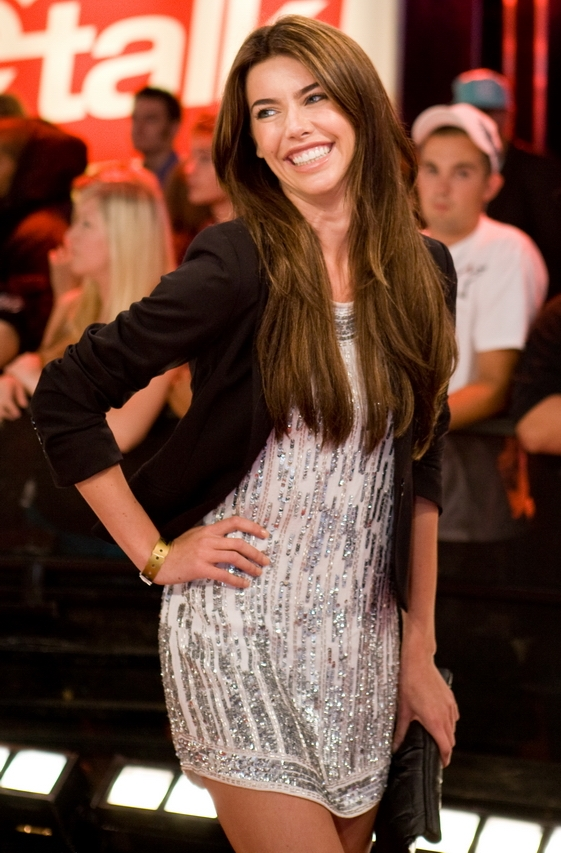
Jacqueline MacInnes Wood au Toronto International Film Festival le 5 septembre 2008.

En mai 2008, elle décroche son tout premier rôle important dans le soap opera Amour, Gloire et Beauté où elle incarne Steffy Forrester, fille de Ridge Forrester. Grâce à sa performance, Jacqueline MacInnes Wood est nommée aux Daytime Emmy Awards dans la catégorie de la meilleure jeune actrice dans une série dramatique en 2012 et 2013. Elle déclare à propos de son rôle : 

« Steffy est une fille qui est assez dure mais qui a une sorte de problème dans la vie. Elle a comme une muraille qui l'entoure, elle semble être assez dure, mais à l'intérieur en fait elle est vulnérable. Elle aime l'amour, elle veut être aimée pour ce qu'elle est. »

— Jacqueline MacInnes Wood
Côté cinéma, Wood décroche en 2010 le rôle d'Olivia Castle dans Destination finale 5, sorti en 2011. Le film est bien accueilli par la critique et rencontre le succès au box-office US et est un très grand succès dans le reste du monde, rapportant au total 157,8 millions de dollars de recettes pour un budget de 47 millions de $ devenant ainsi rentable. Il est le second plus gros succès commercial dans le monde après le quatrième opus sorti en 2009.
La même année, en septembre 2011, elle pose pour le magazine Maxim, version australienne.
Ensuite, elle tourne un petit court métrage, New Romance, avec les acteurs principaux de Destination finale 5, sauf Arlen Escarpeta, destiné à promouvoir le film. Cette vidéo parodie la série Sauvés par le gong.
En 2012, elle tient le rôle de Sarah Lance dans l'épisode pilote de la série télévisée Arrow avec Katie Cassidy. La série est très bien reçue par la critique, et obtient pour son premier épisode plus de 4,1 millions de téléspectateurs. Cependant, pour le retour du personnage à partir de la saison 2, la production décide de remplacer l'actrice par Caity Lotz.

La même année, elle fait ses premiers pas dans l'univers de la musique en commençant par être DJ. Elle sort son premier single, After Hours, aux sonorités électro dance.

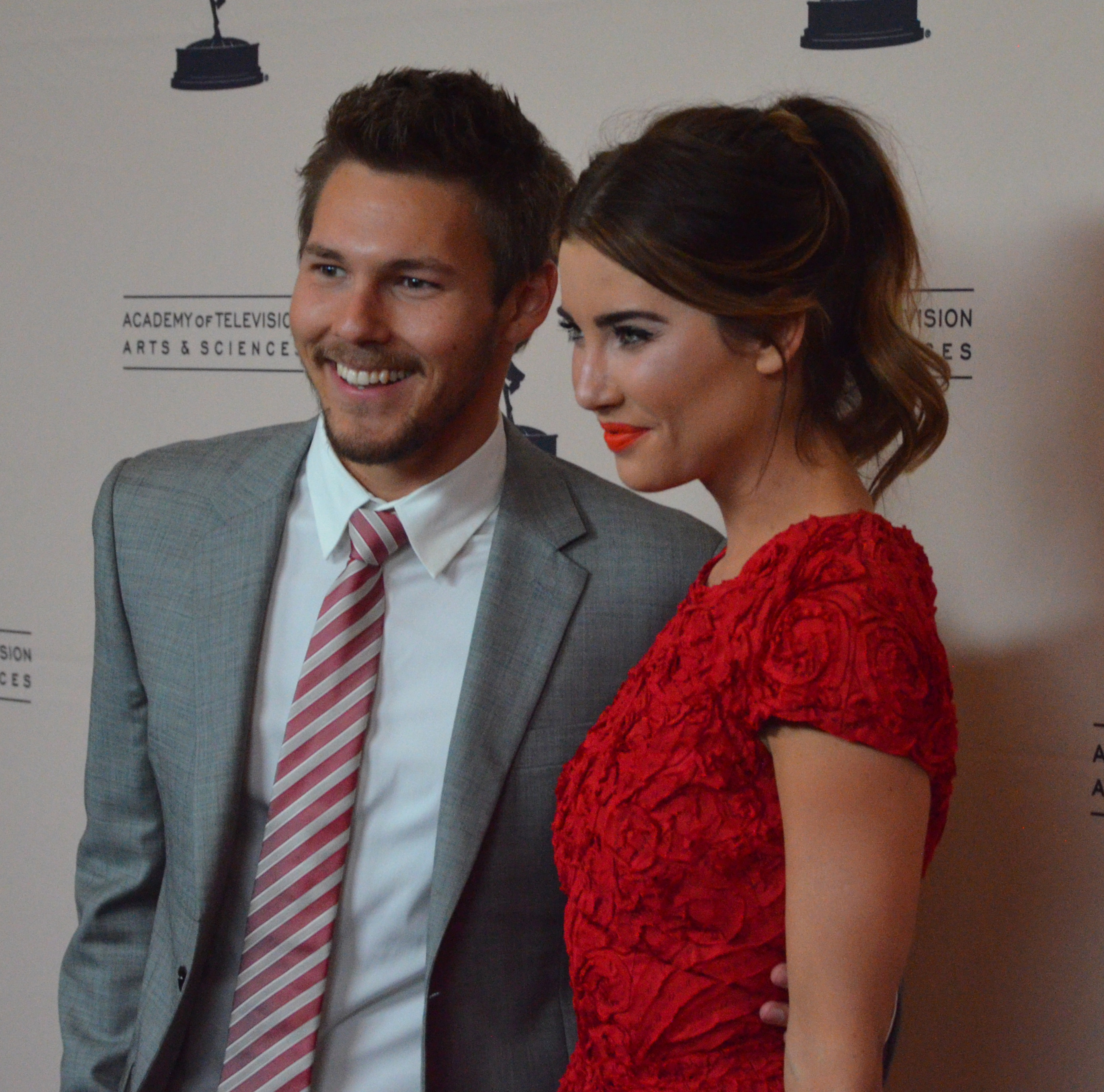
Scott Clifton et Jacqueline MacInnes Wood aux Daytime Emmy Awards en 2013.

Le 24 janvier 2013, elle termine le tournage du téléfilm appelé Her Husband's Betrayal avec l'acteur Shawn Roberts. Il est diffusé sous le titre de La Trahison de mon mari en France. Le 22 août 2013, il a été annoncé que Jacqueline serait l’héroïne de l'émission de télé-réalité Party On, diffusée sur E!. En France, l'émission est présentée par Fauve Hautot.  
En 2015, elle décide de reprendre le rôle de Steffy Forrester dans le feuilleton Amour, gloire & beauté après l'avoir délaissé depuis 2013. Elle revient près de deux mois en janvier et février puis décide de revenir pour de bon le 26 mai 2015. Ce retour permanent est salué par une proposition pour le Daytime Emmy Awards de la meilleure actrice dans un second rôle dans une série télévisée dramatique, en 2018,. 
L'année suivante, elle remporte le Daytime Emmy Award de la meilleure actrice dans une série télévisée dramatique,.  

### Vie privée
Elle a récemment déclaré que si elle n'avait pas été une actrice, elle aurait voulu travailler dans l'univers de la mode. Jacqueline soutient aussi de nombreuses associations pour la protection des animaux : elle y consacre beaucoup de temps notamment sur Twitter.
Elle a été en couple avec l'acteur Daren Kagasoff. 
Elle est en couple avec Elan Ruspoli. Le couple est marié depuis juillet 2018. Ensemble, ils ont accueilli un garçon, Rise Harlen Ruspoli, le 4 mars 2019, un autre garçon, Lenix Ruspoli, le 21 février 2021, encore un autre garçon, Brando Elion Ruspoli en mai 2022.  Enfin en août 2023, elle a donné naissance à leur quatrième fils, Valor James.  Elle et Ruspoli résident avec leurs enfants à Los Angeles , en Californie, à Westlake Village . 
Elle mesure 1,73 m.

## Filmographie

### Cinéma

#### Courts métrages
- 2011 : New Romance de Miles Fisher : Elle-même

#### Longs métrages
- 2011 : Destination finale 5 (Final Destination 5) de Steven Quale : Olivia Castle

### Télévision

#### Émissions de télé-réalité
- 2013 : Party On (8 épisodes)
- 2016 : Les Anges (invitée, saison 8)

#### Séries télévisées
- 2006 : Runaway : Candice (saison 1, épisode 8)
- 2006 : Lovebites : Faith
- 2008 : Gamer Girlz : Max
- 2008 : Hockey's Wives (Most Valuable Player) : Ava (saison 1, épisodes 5 et 6)
- 2008 -  : Amour, Gloire et Beauté  (The Bold and the Beautiful) de William J. Bell et Lee Phillip Bell : Steffy Forrester Finnegan
- 2012 : Arrow de Andrew Kreisberg : Sara Lance (saison 1, épisode 1)
- 2014 : Anger Management de Bruce Helford : Jane (saison 2, épisode 71)
- 2014 : Castle de Andrew W. Marlowe : Chelsea (saison 7, épisode 6)
- 2015 : 19-2 : Mary Louise Dumas (2 épisodes)
- 2015 : South Beach : Samantha Lear (saison 1, 6 épisodes)
- 2017 : Jeopardy! : Steffy (1 épisode)

#### Téléfilms
- 2008 : La Porte dans le noir (Nightmare at the End of the Hall) de George Mendeluk : Laurel / Jane Hammond
- 2009 : Skyrunners, l'odyssée des frères Burns (Skyrunners) de Ralph Hemecker : Julie Gunn
- 2010 : La Fièvre du dance-floor (Turn the Beat Around) de Bradley Walsh : Irena
- 2013 : La Trahison de mon mari (Her Husband's Betrayal) de Ron Oliver : Cathy Coulter

## Distinctions
Sauf indication contraire ou complémentaire, les informations mentionnées dans cette section proviennent de la base de données IMDb.

### Récompenses
- 46e cérémonie des Daytime Emmy Awards 2019 : Meilleure actrice dans une série télévisée dramatique pour Amour, Gloire et Beauté (1987-).
- 2020 : Soap Hub Awards de l'actrice préférée dans une série télévisée dramatique pour Amour, Gloire et Beauté (1987-).
- 48e cérémonie des Daytime Emmy Awards 2021 : Meilleure actrice dans une série télévisée dramatique pour Amour, Gloire et Beauté (1987-).
- 2021 : Soap Hub Awards de l'actrice préférée dans une série télévisée dramatique pour Amour, Gloire et Beauté (1987-).

### Nominations
- 39e cérémonie des Daytime Emmy Awards 2012 : Meilleure jeune actrice dans une série télévisée dramatique pour Amour, Gloire et Beauté (1987-).
- 40e cérémonie des Daytime Emmy Awards 2013 : Meilleure jeune actrice dans une série télévisée dramatique pour Amour, Gloire et Beauté (1987-).
- 45e cérémonie des Daytime Emmy Awards 2018 : Meilleure actrice dans un second rôle pour Amour, Gloire et Beauté (1987-).
- 2019 : Soap Awards France de la meilleure actrice internationalepour Amour, Gloire et Beauté (1987-).
- 2019 : Soap Hub Awards Nomination au Prix de la star préférée des médias sociaux.
- 2021 : Soap Hub Awards de la rivale préférée partagée avec Kimberlin Brown  pour Amour, Gloire et Beauté (1987-).
- 2021 : Soap Awards France de la meilleure actrice internationale  pour Amour, Gloire et Beauté (1987-).
- Daytime Emmy Awards 2023 : Meilleure actrice dans une série télévisée dramatique pour Amour, Gloire et Beauté (1987-).